# Элет
Элет (англ. Elaeth; VI век) — святой король, поэт, монах на острове Англси. День памяти — 10 ноября.
Святой Элет был бриттом с Севера, изгнанный пиктами в Уэльс. Он стал монахом при святом Сириоле (память 2 января) на острове Англси. Некоторые его стихи сохранились.
Тропарь, глас 8:
Thou didst exchange armed combat with the heathen for the spiritual warfare of the monastic life, O Father Eleath./
Look on those who now hymn thee, O thou who didst praise God with thy poetic talents He gave thee,/
and intercede with Christ our God that our souls may be saved.